# Henry Hallett Dale
Henry Hallet Dale OBE (ur. 9 czerwca 1875 w Londynie, zm. 23 lipca 1968 w Nowym Jorku) – brytyjski fizjolog oraz farmakolog, profesor Uniwersytetu Oksfordzkiego.

## Życiorys

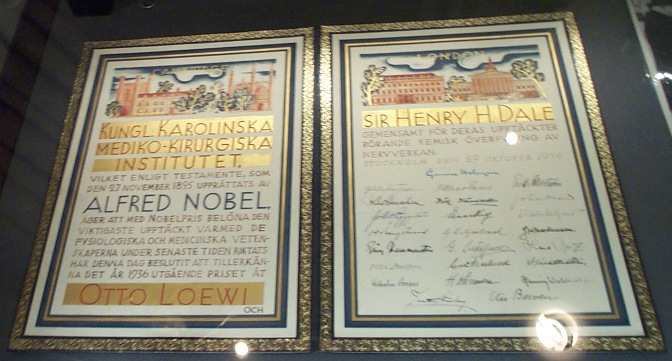
Dyplom przyznania Nagrody Nobla Henry’emu Dale’owi

Absolwent Trinity College na Uniwersytecie Cambridge. Od 1928 roku był dyrektorem National Institute for Medical Research w Hampstead. Był autorem histaminowej teorii przyczyn schorzeń alergicznych, odkrywcą acetylocholiny (1914), a w swojej działalności naukowej zajmował się także badaniami nad działaniem acetylocholiny, adrenaliny i histaminy. Stworzył podział układu nerwowego na współczulny i przywspółczulny. W 1936 roku, wraz z Otto Loewim, został uhonorowany Nagrodą Nobla w dziedzinie medycyny i fizjologii za odkrycie przenoszenia impulsów nerwowych. Laureat Medalu Copleya. W 1955 otrzymał Pour le Mérite za Naukę i Sztukę.